# Литвинов, Фёдор Иванович (майор)
Фёдор Ива́нович Литви́нов — лётчик-штурмовик 230-го штурмового авиационного полка 232-й штурмовой авиационной дивизии 2-го штурмового авиационного корпуса, совершивший воздушный таран в небе Ленинграда, гвардии майор, участник Великой Отечественной войны.

## Биография
Родился в 1917 году в деревне Нижняя Ельцовка (ныне микрорайон Новосибирска). Русский. Член ВЛКСМ с 1938 года. Член ВКП(б) с 1943 года. Призван Молотовским (Дзержинским) РВК Новосибирской области Молотовского района в 1940 году.
В действующей армии с 22 июня 1941 года, на фронтах Великой Отечественной войны с 22 октября 1942 года. Воевал в составе 230-го штурмового авиационного полка 232-й штурмовой авиационной дивизии 2-го штурмового авиационного корпуса.
Принимал участие в операциях:
- Великолукская операция с 24 ноября 1942 года по 20 января 1943 года.
- Ржевско-Вяземская операция с 2 марта 1943 года по 31 марта 1943 года.
- Смоленская операция «Суворов» с 7 августа 1943 года по 2 октября 1943 года.
- Смоленско-Рославльская Операция с 15 сентября 1943 года по 2 октября 1943 года.
- Ясско-Кишиневская операция с 20 августа 1944 года по 29 августа 1944 года.
- Дебреценская операция с 6 октября 1944 года по 27 октября 1944 года.

Литвинов воевал на Волховском, Калининском, Степном, 2-м Украинском фронтах. Считался самым лучшим воздушным разведчиком полка.

## Подвиг
15 января 1943 года младший лейтенант Ф. И. Литвинов на самолёте Ил-2 вылетел в составе семёрки Ил-2 ведущим замыкающей пары под командованием старшего лейтенанта Соловяненко на штурмовку войск противника юго-восточнее Ленинграда. Подойдя к линии фронта, группа начала атаку наземных целей. В это время показалась группа из шести Me-109. Литвинов выполнил разворот в их сторону и открыл заградительный огонь из пушек. «Мессершмитты» вышли из боя, прервав атаку, и повернули назад. Через некоторое время атака истребителей противника повторилась. Одному из них удалось зайти в хвост самолёту Литвинова и открыть огонь. Тогда Литвинов сбросил обороты двигателя на «малый газ» и пропустил «мессершмитт» вперёд. Стрелять по нему из пушек было невозможно, так как он находился в непосредственной близости к своему самолёту и немного ниже. Чтобы не дать ему уйти, Литвинов принимает решение таранить самолёт противника. Он дал полный газ и быстро настиг врага. Винтом своего самолёта он нанёс удар по хвостовому оперению «мессершмитта» и тот, потеряв управление, упал на землю.
Младший лейтенант Литвинов долетел до своего аэродрома и произвёл посадку на повреждённом самолёте. За воздушный таран награждён орденом Отечественной войны 1 степени.

## После войны
После войны служил в ВВС на различных должностях. Уволился из рядов ВС СССР в запас в 22 мая 1954 г. Проживал в городе Саратове. Работал лётчиком-инструктором в Саратовском аэроклубе на аэродроме Дубки, где в это же время проходил своё первоначальное обучение лётной подготовке первый космонавт Земли Юрий Алексеевич Гагарин. Проживал в Новосибирске, работал в Новосибирском институте органической химии им. Н. Н. Ворожцова начальник штаба Гражданской обороны.
Умер 9 июня 2000 года в Новосибирске. Похоронен на Заельцовском кладбище Новосибирска.

## Награды
- орден Красного Знамени[3] (31.8.1943)
- орден Красного Знамени[4] (28.10.1944)
- орден Отечественной войны 1 степени[5] (11.2.1943)
- орден Отечественной войны 1 степени (06.04.1985 г.)[6]
- Медаль «За боевые заслуги» (15.11.1950 г.)
- Медаль «За оборону Ленинграда» (1943)
- Медаль «За взятие Будапешта» (09.06.1945 г.)
- Медаль «За взятие Вены» (09.06.1945 г.)
- Медаль «За победу над Германией в Великой Отечественной войне 1941—1945 гг.» (09.05.1945 г.)
- медали.